# Gelis westerhauseri
Gelis westerhauseri är en stekelart som beskrevs av Johannes von Nepomuk Franz Xaver Gistel 1857. Gelis westerhauseri ingår i släktet Gelis och familjen brokparasitsteklar. Inga underarter finns listade i Catalogue of Life.